# Trophée Eric Bompard 2015
Турнир «Trophée Eric Bompard 2015» — четвёртый этап Гран-при по фигурному катанию сезона 2015—2016. Должен был пройти во французском городе Бордо с 13 по 15 ноября 2015 года. Соревнования проходили в Ледовом дворце в категориях мужское и женское одиночное катание, парное фигурное катание и танцы на льду. В связи с терактами в Париже, этап был отменён, по результатам короткой программы были зачтены рейтинговые очки.
Организатор турнира — Французская федерация ледовых видов спорта при поддержке Международного союза конькобежцев.

## Снявшиеся фигуристы
Первоначально состав участников турнира был объявлен в конце июня 2015 года. Ниже указаны эти фигуристы в порядке заявлений.
В середине августа прошло сообщение, что не выступит в серии Гран-при Кийра Корпи (Финляндия). Финская фигуристка приняла решение завершить выступление в большом спорте. В конце сентября появилась информация, что из-за проблем с визой снялся фигурист из Узбекистана Миша Ге. В середине октября снялась испанская танцевальная пара Сара Уртадо и Адрия Диас, это решение было вызвано решением партнёрши завершить карьеру. За неделю до старта из-за травмы снялся французский одиночник Флоран Амодьо. За пару дней до начала соревнований заявили о своем неучастии чемпионы мира и Европы французская танцевальная пара Габриэла Пападакис и Гийом Сизерон. Это было вызвано травмой головы Пападакис.

## Теракт вПарижеи отмена этапа
В связи с терактом в Париже во время футбольного матча между Францией и Германией, случившемся незадолго после окончания коротких программ, день произвольных программ был отменён, хотя изначально власти приняли решение продолжать соревнования. По рассказам самих фигуристов, отмена этапа оказалась для них шоком. Петер Крик прокомментировал ситуацию, и рассказал о том, что делать с начислением рейтинговых очков за французский этап.

 Мы будем искать способы, чтобы спортсмены, участвующие в этапе в Бордо, не пострадали из-за отмены соревнований и смогли получить квалификационные очки. Одно из предложений — зачесть рейтинговые очки по итогам короткой программы. Но это пока лишь предложение, мы будем обсуждать этот вопрос — Петер Крик
Эту мысль немецкого представителя ИСУ прокомментировал российский фигурист Максим Траньков, который в короткой программе в паре с Татьяной Волосожар захватил лидерство. По его мнению, если очки в рейтинг зачтут по итогам короткой программы, будет множество протестов. В качестве примера, Максим Траньков привёл канадского фигуриста Патрика Чана, который совершил несколько ошибок в короткой программе и занял пятое место, однако имеет огромные шансы попасть не только в призы, но и выиграть этап. Однако, если его пятое место зачтут как итоговое, то он будет попросту «отстёгнут от финала».
После этого появилась информация, что спортсмены собираются покинуть Францию.
В японской прессе появилась мысль о том, чтобы увеличить количество участников Финала с шести до десяти. Похожее предложение поступило и от федерации фигурного катания на коньках России, только вместо увеличения до десяти, глава ФФККР Александр Горшков предложил увеличить состав Финала до восьми, причём «двумя лишними» могут стать только те, кто выступал на французском этапе. Главный тренер канадской сборной Майкл Слипчук сказал, что идеального решения в сложившейся ситуации нет, и кто-то всё равно будет неудовлетворён этим решением. Тем не менее, вплоть до следующего этапа в Москве не поступило никакой официальной информации со стороны ИСУ о начислении очков или переносе этапа.
В конце ноября 2015 года было принято решение провести зачёт по короткой программе и в число финалистов было добавлено по одному спортсмену (паре).

## Результаты
14 ноября 2015 года было сообщено, что произвольные программы отменяются в связи с терактами во Франции. Очки зачтены по итогам коротких программ.

### Мужчины
| Место | Спортсмен        | Страна           | Баллы |
| ----- | ---------------- | ---------------- | ----- |
| 1     | Сёма Уно         | Япония           | 89,56 |
| 2     | Максим Ковтун    | Россия           | 86,82 |
| 3     | Дайсукэ Мураками | Япония           | 80,24 |
| 4     | Денис Тен        | Казахстан        | 80,10 |
| 5     | Патрик Чан       | Канада           | 76,10 |
| 6     | Александр Петров | Россия           | 74,64 |
| 7     | Макс Аарон       | США              | 72,91 |
| 8     | Ван И            | Китай            | 72,08 |
| 9     | Ким Джин Со      | Республика Корея | 71,24 |
| 10    | Шафик Бессегье   | Франция          | 68,36 |
| 11    | Ромен Понсар     | Франция          | 62,86 |

### Женщины
| Место | Спортсмен             | Страна    | Баллы |
| ----- | --------------------- | --------- | ----- |
| 1     | Грейси Голд           | США       | 73,32 |
| 2     | Юлия Липницкая        | Россия    | 65,63 |
| 3     | Роберта Родегьеро     | Италия    | 58,81 |
| 4     | Канако Мураками       | Япония    | 58,30 |
| 5     | Елизавета Туктамышева | Россия    | 56,21 |
| 6     | Габриэль Дэйлман      | Канада    | 55,35 |
| 7     | Ангелина Кучвальская  | Латвия    | 53,68 |
| 8     | Анжела Ванг           | США       | 53,60 |
| 9     | Харука Имаи           | Япония    | 47,87 |
| 10    | Брукли Хан            | Австралия | 47,65 |
| 11    | Маэ Беренис Мейте     | Франция   | 46,82 |
| 12    | Лорин Лекавелье       | Франция   | 46,53 |

### Пары
| Место | Спортсмены                           | Страна  | Баллы |
| ----- | ------------------------------------ | ------- | ----- |
| 1     | Татьяна Волосожар / Максим Траньков  | Россия  | 74,50 |
| 2     | Ванесса Джеймс / Морган Сипре        | Франция | 65,75 |
| 3     | Джулианна Сеген / Чарли Билодо       | Канада  | 64,95 |
| 4     | Пэн Чэн / Чжан Хао                   | Китай   | 64,10 |
| 5     | Николь Делла Моника / Маттео Гуаризе | Италия  | 64,08 |
| 6     | Марисса Кастелли / Мервин Тран       | США     | 62,63 |
| 7     | Евгения Тарасова / Владимир Морозов  | Россия  | 62,32 |
| 8     | Мириам Циглер / Северин Кифер        | Австрия | 50,56 |

### Танцы
| Место | Спортсмены                              | Страна         | Баллы |
| ----- | --------------------------------------- | -------------- | ----- |
| 1     | Мэдисон Хаббелл / Закари Донохью        | США            | 64,45 |
| 2     | Пайпер Гиллес / Поль Пуарье             | Канада         | 63,94 |
| 3     | Александра Степанова / Иван Букин       | Россия         | 60,64 |
| 4     | Пенни Кумс / Николас Бакленд            | Великобритания | 58,34 |
| 5     | Лоуренс Фурнье-Бодри / Николай Сёренсен | Дания          | 54,72 |
| 6     | Анна Яновская / Сергей Мозгов           | Россия         | 52,88 |
| 7     | Алиса Агафонова / Альпер Учар           | Турция         | 47,64 |